# 1809 w literaturze
Wydarzenia literackie w 1809 roku.

## Nowe powieści
- Johann Wolfgang Goethe, Powinowactwa z wyboru

## Nowe poezje
- Thomas Campbell, Gertrude of Wyoming

## Urodzili się
- 19 stycznia – Edgar Allan Poe, amerykański poeta i nowelista (zm. 1849)
- 7 lutego – Frederik Paludan-Müller(inne języki), duński poeta
- 31 marca – Edward FitzGerald, angielski poeta i tłumacz (zm. 1883)
- 13 czerwca – Heinrich Hoffmann, niemiecki pisarz i ilustrator (zm. 1894)
- 6 sierpnia – Alfred Tennyson, angielski poeta (zm. 1892)
- 4 września – Juliusz Słowacki, polski poeta i dramaturg (zm. 1849)

## Zmarli
- 25 marca – Anna Seward(inne języki), angielska poetka